# 延遲選擇量子擦除實驗
延遲選擇量子擦除實驗（英語：Delayed choice quantum eraser experiment），乃是惠勒延遲選擇實驗 與量子擦除實驗的結合，最早由Yoon-Ho Kim、R. Yu、S. P. Kulik、Y. H. Shih及馬蘭·斯考立完成，並於1999年初發表。此實驗設計用意為探討量子力學中的雙狹縫實驗及量子纏結的特殊結果。